# Kim Marcussen
Kim Marcussen (* 18. September 1968 in Frederiksvaerk) ist ein ehemaliger dänischer Radrennfahrer.
1986 gewann Kim Marcussen die Internationale 3-Etappen-Rundfahrt in Frankfurt am Main und belegte bei den dänischen Meisterschaften im Straßenrennen der Junioren Platz zwei. 1991 und 1993 wurde er dänischer Straßenmeister der Amateure. Mit der Fyen Rundt gewann er 1992 und 1993 eines der traditionsreichsten Radrennen in Dänemark.
1998 wurde er in seinem einzigen Jahr als Profi dänischer Meister in der Mannschaftsverfolgung, gemeinsam mit Jakob Piil, Jimmi Madsen und Tayeb Braikia. Anschließend beendete er seine Radsport-Laufbahn.